# (29473) Krejčí
Pour les articles homonymes, voir Krejčí.
(29473) Krejčí, désignation internationale (29473) Krejci, est un astéroïde de la ceinture principale.

## Description
(29473) Krejci est un astéroïde de la ceinture principale. Il fut découvert le 21 octobre 1997 à l'Observatoire d'Ondřejov par Petr Pravec et Lenka Šarounová. Il présente une orbite caractérisée par un demi-grand axe de 2,74 UA, une excentricité de 0,10 et une inclinaison de 1,5° par rapport à l'écliptique.
Il fut nommé en référence à l'astronome tchèque František Krejčí (d)  (1901-1984).

## Compléments